# Venationes

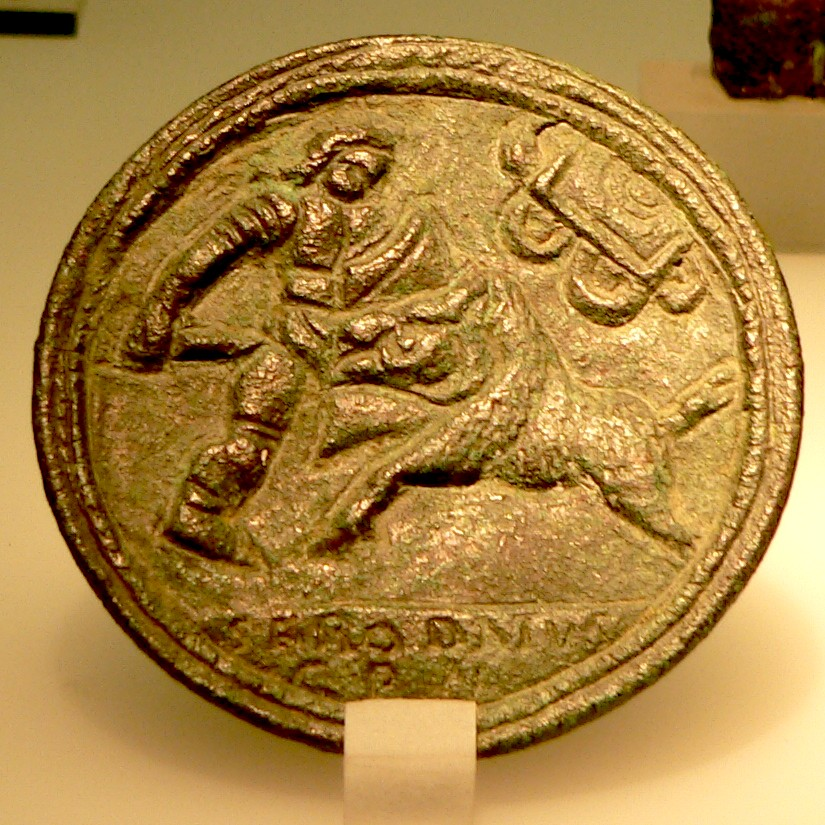
Bronsmedaljong som visar kampen mellan en människa och ett vilt djur (venatio).

Venationes (av latinets venatio, jakt, djurfäktning) är djurhetsningar, som var ett populärt folknöje i det antika Rom och spelade ungefär samma roll som senare tiders tjurfäktningar. De försiggick vanligen i amfiteatrar eller cirkusar och utgjorde förspel till gladiatorkamper. Väldiga summor investerades i jakt och transport av alla möjliga slags exotiska djur för dessa djurhetsningar. Dessa förblev populära långt in i senantiken, också efter det att gladiatorspelen hade blivit förbjudna i slutet av 300-talet.

## Historik
Jakterna hölls på Forum Romanum, Saepta Iulia och Circus Maximus, men ingen av dessa platser erbjöd skydd för publiken från de vilda djuren under uppvisningen. Särskilda försiktighetsåtgärder vidtogs för att hindra djuren från att rymma från dessa platser, såsom uppförandet av hinder och grävning av diken. Mycket få djur överlevde jakterna även om de ibland kunde besegra bestiarius eller vilddjursjägaren. Tusentals vilda djur kunde slaktas på en dag. Under invigningen av Colosseum dödades över 9 000 djur.
Inte alla djur var våldsamma, även om de flesta var det. Djur som förekom i venationes var lejon, elefanter, björnar, tigrar, rådjur, vilda getter, hundar och kaniner. En del av dessa djur dresserades, och istället för att slåss, fick de utföra olika trick.
Den behandling som gavs till vargar skiljde sig från dem till andra stora rovdjur. Romarna verkar i allmänhet ha avstått från att avsiktligt skada vargar. Till exempel visades de inte i venationes på grund av deras religiösa betydelse för romarna.
Respekterade för sin grymhet var lejonet mycket populärt i venationes och gladiatorkamper. Således använde kejsaren Julius Caesar 400 lejon (huvudsakligen importerade från Nordafrika och Syrien) i cirkusen, där införandet av främmande djur gav hans shower extra elegans. Faktum är att djuren från avlägsna hörn av imperiet var en uppseendeväckande uppvisning av rikedom och makt av kejsaren eller annan beskyddare av befolkningen, och var också tänkt att demonstrera den romerska makten över hela mänskligheten och djurvärlden, och för att visa plebejerna i Rom exotiska djur som de aldrig skulle få se annars.
Under Augustus regeringstid resulterade cirkusspelen i 3 500 dödade elefanter. 